# Susan Huggett
Susan Huggett (Bulawayo, 29 de junio de 1954) es una exjugadora zimbabuense de hockey sobre césped.

## Trayectoria
Huggett representó a la selección de Zimbabue en los Juegos Olímpicos de Moscú 1980. La selección zimbabuense, no estaba clasificada para disputar el torneo, pero debido al boicot que realizaron varios países a la competencia, obtuvo la invitación para participar en el torneo. En el certamen ganó la primera y única medalla de oro de su selección.